# Casal Palocco
Casal Palocco är Roms trettiofjärde zon och har beteckningen Z. XXXIV. Zonen Casal Palocco bildades år 1961.

## Kyrkobyggnader
- San Timoteo
- Santa Maria Stella Maris
- San Carlo da Sezze

## Arkeologiska lokaler
- Villa di Procoio Nuovo

## Övrigt
- Impianto idrovoro di Ostia Antica
- Pineta di Procoio
- Parco Massimo di Somma

## Bilder
| - Viale Alessandro Magno. |